# Roanoke (wyspa)
Roanoke (ang. Roanoke Island) – wyspa na wschodnim wybrzeżu Stanów Zjednoczonych, w stanie Karolina Północna, w hrabstwie Dare, w archipelagu Outer Banks. Położona jest na styku zatok Albemarle Sound (na północy) i Pamlico Sound (na południu). Na wschodzie wąska cieśnina Roanoke Sound odgradza wyspę od mierzei Bodie Island (za nią – otwarty Ocean Atlantycki), na zachodzie cieśnina Croatan Sound oddziela ją od kontynentu.
Długość wyspy z północy na południe wynosi około 19 km, średnia szerokość – około 5 km. Na wyspie znajdują się miejscowości Manteo i Wanchese.
W 1585 na wyspie założona została pierwsza w historii Ameryki Północnej osada angielska, opuszczona rok później. Ponowną próbę kolonizacji wyspy Anglicy podjęli w 1587. Mieszkańcy kolonii zniknęli w niewyjaśnionych okolicznościach, przez co zyskała ona miano „zaginionej kolonii”.